# Adolf Butenandt
Adolf Friedrich Johann Butenandt (Wesermünde, Baixa Saxònia, 1903 - Múnic 1995) fou un bioquímic i professor universitari alemany guardonat amb el Premi Nobel de Química l'any 1939.

## Biografia
Va néixer el 24 de març de 1903 a la ciutat de Wesermünde, situada a l'estat alemany de Baixa Saxònia. Va estudiar química a la Universitat de Marburg i a la Universitat de Göttingen, on es va graduar l'any 1927, sota la direcció d'Adolf Windaus.
Des de 1931 va impartir classes a la Universitat de Göttingen i des de 1933 a l'Escola Tècnica Superior de Danzig. El 1936 fou nomenat director de l'Institut de Bioquímica de Max Planck a Berlín. Des de 1945 va impartir classes i va investigar a la Universitat de Tubinga, i posteriorment entre 1956 i 1971, va ser professor de química fisiològica a la Universitat de Múnic i president de la Societat Max Planck per al Progrés de la Ciència entre 1960 i 1972.
Butenandt morí el 18 de gener de 1995 a la ciutat de Múnic, situada a l'estat de Baviera.

## Recerca científica
Va orientar la seva recerca en les hormones sexuals humanes, aïllant l'any 1929 l'estrogen, el 1931 l'androsterona i el 1934 la progesterona i la testosterona, determinant, així mateix, les relacions entre aquestes i els esteroides.
El 1939 fou guardonat amb el Premi Nobel de Química, que va compartir amb el químic suís Leopold Ruzicka, pels seus treballs sobre les hormones sexuals. El règim nacionalsocialista en el poder a Alemanya el va obligar a rebutjar el guardó, que finalment va acceptar l'any 1949.
Les seves investigacions, a més, van tractar sobre les hormones i els virus dels insectes. El 1959, juntament amb Peter Karlson, va introduir el concepte de feromona.